# Rendezvous unterm Nierentisch
Rendezvous unterm Nierentisch ist eine Film-Collage von Werbefilmen aus den 1950er Jahren.

## Inhalt
Der Film präsentiert die Höhepunkte aus Kinowerbefilmen, Wochenschauen- und Fernsehwerbespots des Wirtschaftswunders in einer Montage.

## Kritik
„Ein Kaleidoskop der 50er Jahre, das Realsatire und amüsantes Aufklärungskino in einem ist – ein Glücksfall von Unterhaltung mit tieferer Bedeutung.“

„Eine auf vordergründigen Jux hin angelegte schrill-schräge Revue, die zuwenig analytische Kraft besitzt, um als aufschlußreiches Zeitdokument gelten zu können.“

## Veröffentlichung
Der Film erschien am 12. März 1987 in Westdeutschland in den Kinos und wurde am 10. Februar 1989 auf VHS veröffentlicht.